# Peyriac-de-Mer
Peyriac-de-Mer – miejscowość i gmina we Francji, w regionie Oksytania, w departamencie Aude. Gmina znajduje się na terenie Parku Regionalnego Narbonnaise en Méditerranée. 
Według danych na rok 1990 gminę zamieszkiwały 822 osoby, a gęstość zaludnienia wynosiła 31 osób/km² (wśród 1545 gmin Langwedocji-Roussillon Peyriac-de-Mer plasuje się na 394. miejscu pod względem liczby ludności, natomiast pod względem powierzchni na miejscu 250.).

## Zabytki
Zabytki w miejscowości posiadające status Monument historique:
- kościół świętego Pawła (Église Saint-Paul)